# Abra soyoae
Abra soyoae is een tweekleppigensoort uit de familie van de Semelidae. De wetenschappelijke naam van de soort werd in 1958 gepubliceerd door Habe.